# 长圆桂樱
长圆桂樱（學名：Prunus oblonga） 是蔷薇科李属稠李亚属的一个种，为秘鲁特有植物。模式标本采集自波苏索河流域。其生境面临烧林开荒的威胁。